# Елизаветинский парк (Таганрог)
Елизаветинский парк — бывший городской парк в Таганроге. Любимое место отдыха императора Александра I и его семьи. В настоящее время территорию парка занимает авиационное предприятие Таганрогский авиационный научно-технический комплекс имени Г. М. Бериева (ТАВИА и ТАНТК имени Г. М. Бериева).
Елизаветинский парк был создан осенью 1825 года, находился в собственности императорской семьи. Назван в честь супруги Александра I Елизаветы Алексеевны. Парк занимал часть территории Таганрога, называвшейся Карантином. Для обустройства парка Александр I выписал из Англии садовника Грея, который расширил карантинный сад и засадил его деревьями. Парк имел продольную широкую аллею из лип, ясеня, клёна и поперечную аллею, которая шла от ворот парка до обрыва, где находилась круглая площадка со скамейками. Вдоль обрыва были посажены кусты сирени. Площадь парка составляла примерно 2,5 га. Весной 1826 года Елизавета Алексеевна перед своим отъездом передала парк в распоряжение города, парк был открыт для посещений жителями Таганрога. В память о пребывании в Таганроге императорской четы в парке была установлена красивая «Императорская беседка». В парке бывал писатель А. П. Чехов, это место он описал в повести «Огни».

## История
История создания Елизаветинского парка связана с императором Александром I, которому понравился вид на море в районе Таганрогского карантина. Впервые он побывал здесь в мае 1818 года. После осмотра обустроенного в 1776 году по указу Екатерины II главного Карантина Приазовья, Александр I назвал его лучшим в Европе. К тому времени территория Карантина в западной части мыса у Качатовой балки вблизи Петрушиной косы представляла собой небольшой посёлок с лавками, гостиницами, медицинским пунктом и другими службами.
Во второй свой приезд в 1825 году Александр I, любитель садового паркового искусства, присмотрел территорию около Карантина для устройства нового сада в Таганроге. Император сам начертил план сада. Имевшийся на облюбованном месте небольшой карантинный сад был расширен вдвое и засажен новыми деревьями, площадь сада составила около 2,5 га. В саду была проложена большая центральная аллея, над обрывом была более узкая аллея, где росла сирень, ещё одна большая поперечная аллея начиналась от ворот сада и заканчивалась над обрывом круглой площадкой с деревянными скамьями. В саду было высажено около 2 тыс. деревьев разных пород. Для нужд сада и его развития Александр I распорядился выдать городу 11500 рублей и в дальнейшем ежегодно выплачивать на его содержание по шесть тысяч рублей. Сад стал называть казенным, в нём подсадили несколько тысяч вишневых деревьев, а главную аллею, идущую к беседке, засадили ореховыми деревьями.
Царская семья любила совершать поездки в Карантин и осматривать заложенный сад. После смерти Александра I в Таганроге (19 ноября 1825 года) его вдова императрица Елизавета Алексеевна по-прежнему ездила в Карантин. Её фигуру видели сидящей на той скамье над обрывом, где незадолго до этого они часто сиживали с императором.
В марте 1826 года, покидая Таганрог, Елизавета Алексеевна передала Карантинный сад, бывший собственностью царской семьи, городу. Тогда же, по предложению градоначальника А. И. Дунаева сад был назван Елизаветинским парком.
В 1844 году при городском саде, так он стал называться, создали шелковичный завод, ставший основой развития шелководства в городе.
Местный архитектор Трусов в 1862 году специально к приезду в Таганрог наследника престола составил проект деревянной резной беседки для сада. Выполненная членом садового комитета Аргиропуло, беседка предстала перед жителями «в высшей степени изящной, легкой, грациозной», которую почему-то стали называть «китайской». Беседка была увенчана бюстами императорской четы (Александра I и Елизаветы Алексеевны.). Беседку описал в своем рассказе А. П. Чехов «Огни»: «…она стояла на краю берега, над самой кручей, и с неё отлично было видно море…».
В беседке 14 августа 1863 года устроили торжественный обед, на котором присутствовал двадцатилетний наследник Николай Александрович, сын Александра II.
18 августа 1896 года беседка, ставшая исторической достопримечательностью, полностью сгорела. Пожар произошёл в 10 часов вечера от упавшей в ней горящей керосиновой лампы.

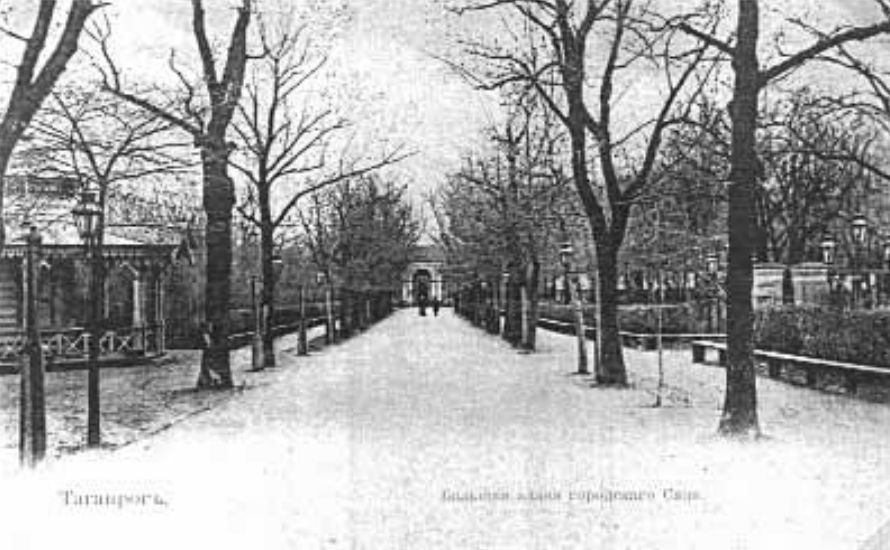
Таганрог, центральная аллея городского сада

В последней трети XIX столетия Елизаветинский сад стал любимым местом отдыха жителей города, здесь образовалась своеобразная курортная зона: бывшие карантинные постройки отдавались под дачи, на берегу построены купальни. От города к парку вела дорога, обсаженная тополями. Остаток этой аллеи — нынешний Смирновский сквер.

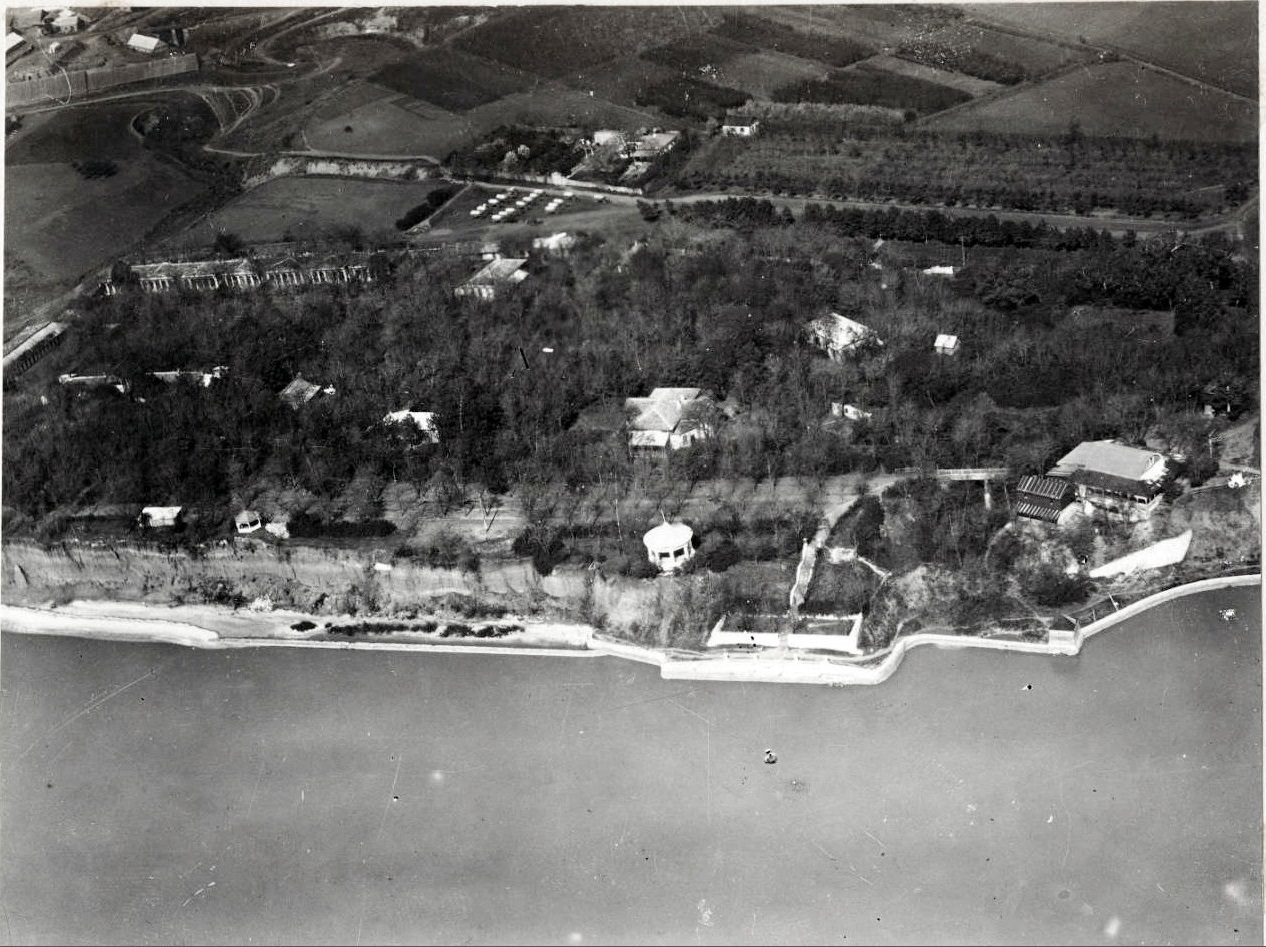
Парк во время германской оккупации Таганрога, весна 1918.

В 1910-е годы сад пришёл в запустение, старые арендаторы, поддерживавшие в нём порядок, отошли от дел. В 1916 году часть территории парка продали акционерному обществу и воздухоплавания «В. А. Лебедев и К», который строил здесь авиационный завод на средства Антанты. На этом Елизаветинский парк прекратил свое существование.
В настоящее время это территории авиационных предприятий города: Таганрогский авиационный научно-технический комплекс имени Г. М. Бериева .